# Vụ va chạm Blackbushe Phenom 300 2015
Vào lúc 15:00 (BST) ngày 31 tháng 7 năm 2015, một chiếc Embraer EMB-505 Phenom 300 đang được sử dụng để làm máy bay cá nhân đâm xuống nơi đậu xe đấu giá thuộc quyền sở hữu của Sân bay Blackbushe ở Hampshire, Vương Quốc Liên hiệp Anh và Bắc Ireland, làm cả bốn người trên máy bay thiệt mạng.
Vụ tai nạn này làm mẹ kế của Osama bin Laden, Rajaa Hashim, cũng như chị Sana Hashim và anh rể của ông ta Zuhair Hashim thiệt mạng.